# サザンカ
サザンカ（山茶花、学名: Camellia sasanqua）は、ツバキ科ツバキ属の常緑広葉樹。別名では、オキナワサザンカともよばれる。童謡「たきび」の歌詞に登場することでもよく知られる。

## 名称
漢字表記の「山茶花」は中国語でツバキ類一般を指す山茶に由来し、サザンカの名は山茶花の本来の読みである「サンサカ」が訛ったものといわれる。もとは「さんざか」と言ったが、音位転換した現在の読みが定着した。ツバキ属の一種であるが、ツバキ（ヤブツバキ）よりも花がやや小形であることから、ヒメツバキやコツバキなどの別名もある。また、漢名は茶梅である。

## 形態・生態
常緑広葉樹の小高木。樹皮は淡灰褐色で表面は平滑である。樹皮が灰白色のツバキに対して褐色を帯びている。一年枝ははじめ紅紫色で毛が生えている。葉は長さ2 - 5センチメートル (cm) 程度の鋸歯のある楕円形でツバキよりも小さく、やや厚くツヤがあり、互生する。
花期は、秋の終わりから初冬にかけての寒い時期（10 - 12月）で、枝の先に5枚の花弁の花を咲かせる。野生の自生種では花色は部分的に淡い桃色を交えた白色であるのに対し、植栽される園芸品種の花の色は、濃い紅色や白色やピンクなど様々である。花の奥には蜜があり、花粉の授受は昆虫と鳥の両方に頼っている。サザンカの開花はツバキよりも早い晩秋で、花弁が1枚ごとに散るので、ツバキとの見分けのポイントになる。また、サザンカの子房には毛があるが、ツバキにはない。花の付き方もやや異なり、ツバキが葉の裏側について葉陰で咲かせることが多いのに対し、サザンカはむしろ葉の表面側に付いて、目立ちやすい。
果期は翌年の9 - 10月。花が咲いたあとに直径2 cm 程度の球形の果実がつく。果実の表面には短い毛が生えていて、開花の翌年の秋に表皮が3つに裂けて、中から2 - 3個の黒褐色をした種子が出る。
冬芽は葉の付け根につき、花芽や葉芽はツバキに似るが全体に小ぶりである。花芽は広楕円形で白い毛があり、夏頃に見られる。葉芽はやや平たい長卵形で毛があり、5 - 7枚の芽鱗に包まれている。
冬の季語にされるなど、サザンカには寒さに強いイメージがあるが、開花時期に寒気にさらされると花が落ちること、四国・九州といった暖かい地域が北限である事などから、原種のサザンカは特に寒さに強いわけでは無い。品種改良された園芸種には寒さに強く、真冬でも花を咲かせる品種も少なくない。

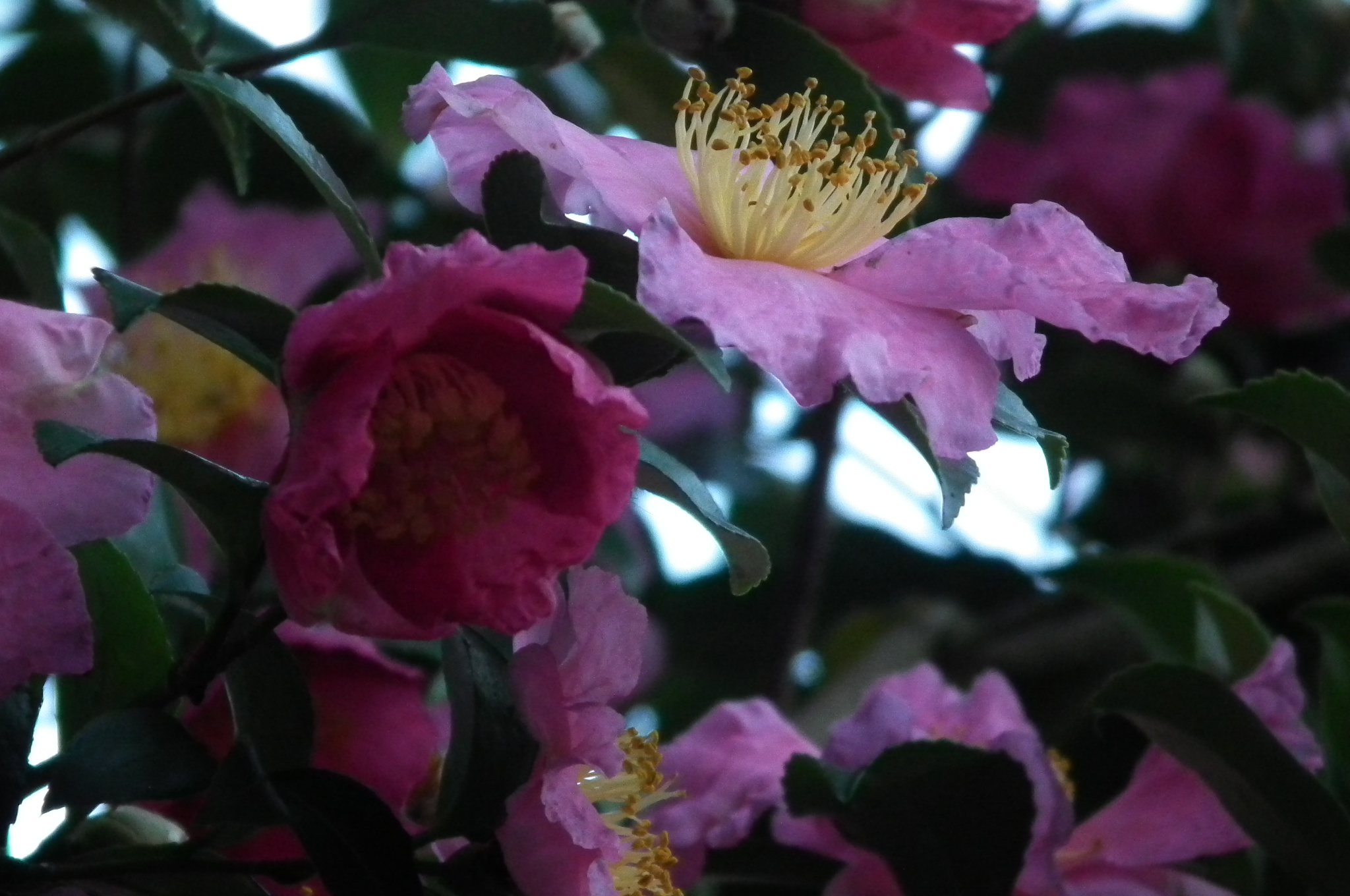
樹齢350年超のサザンカに咲く花（西方寺）
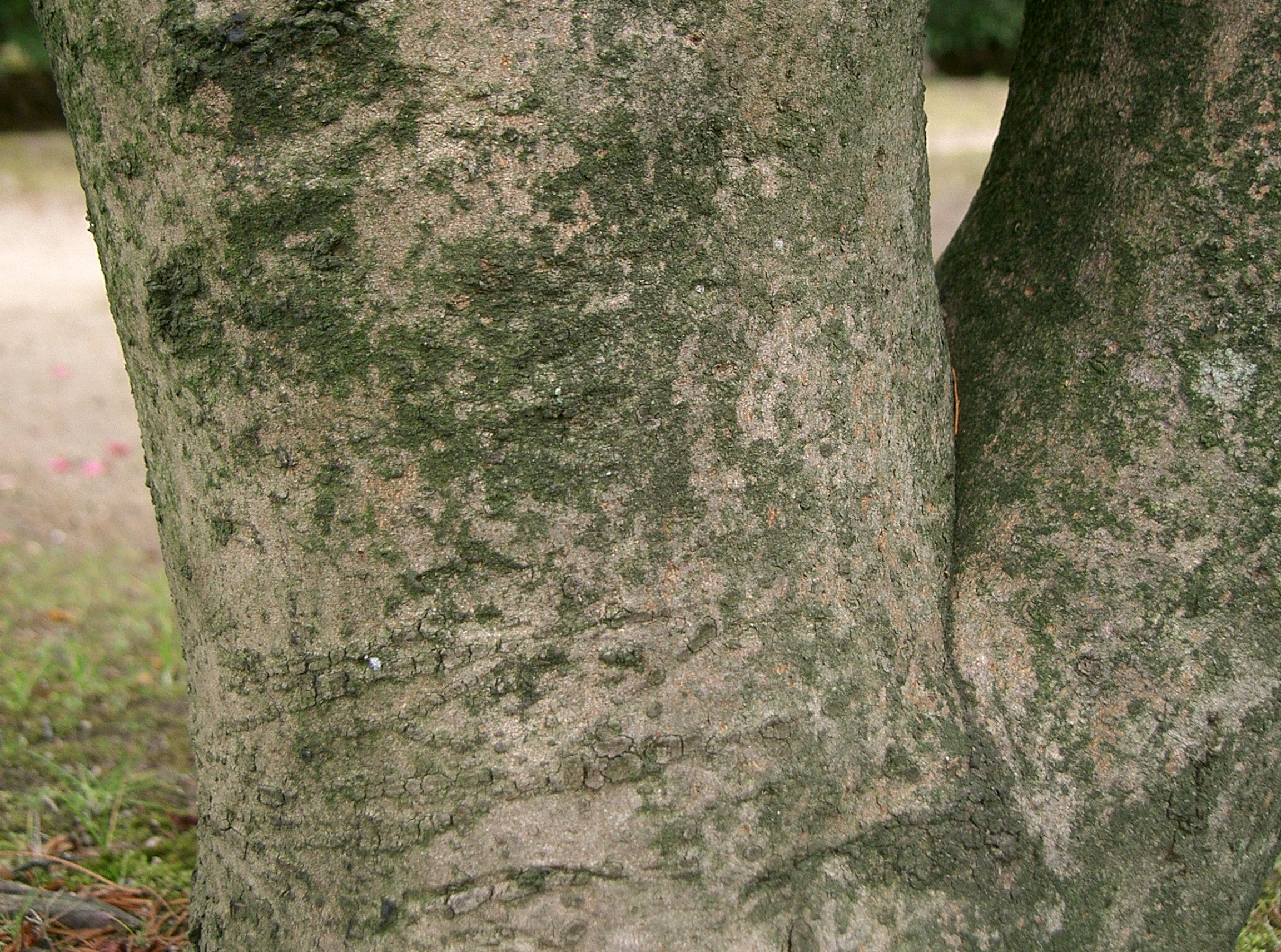
樹皮
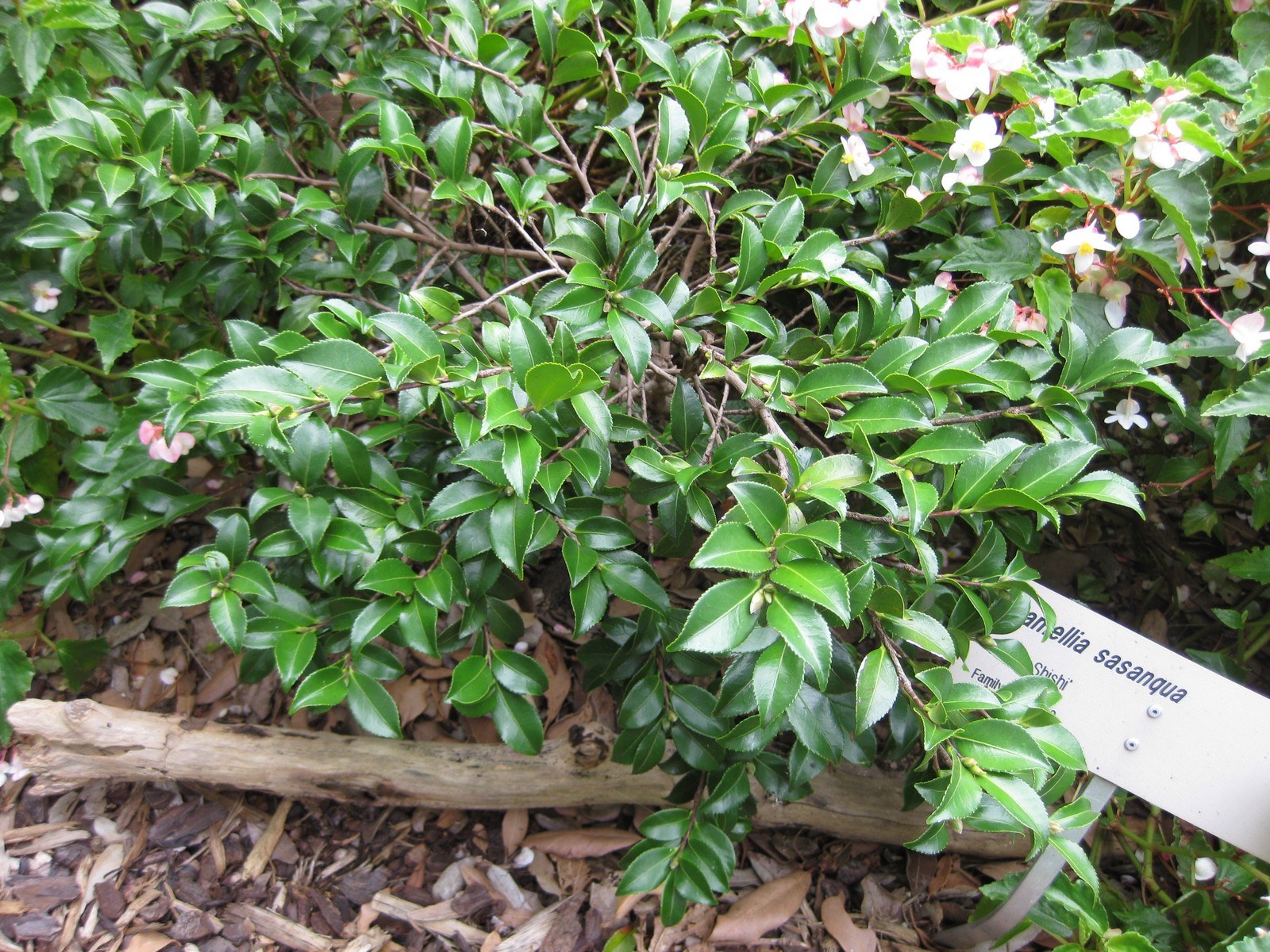
葉
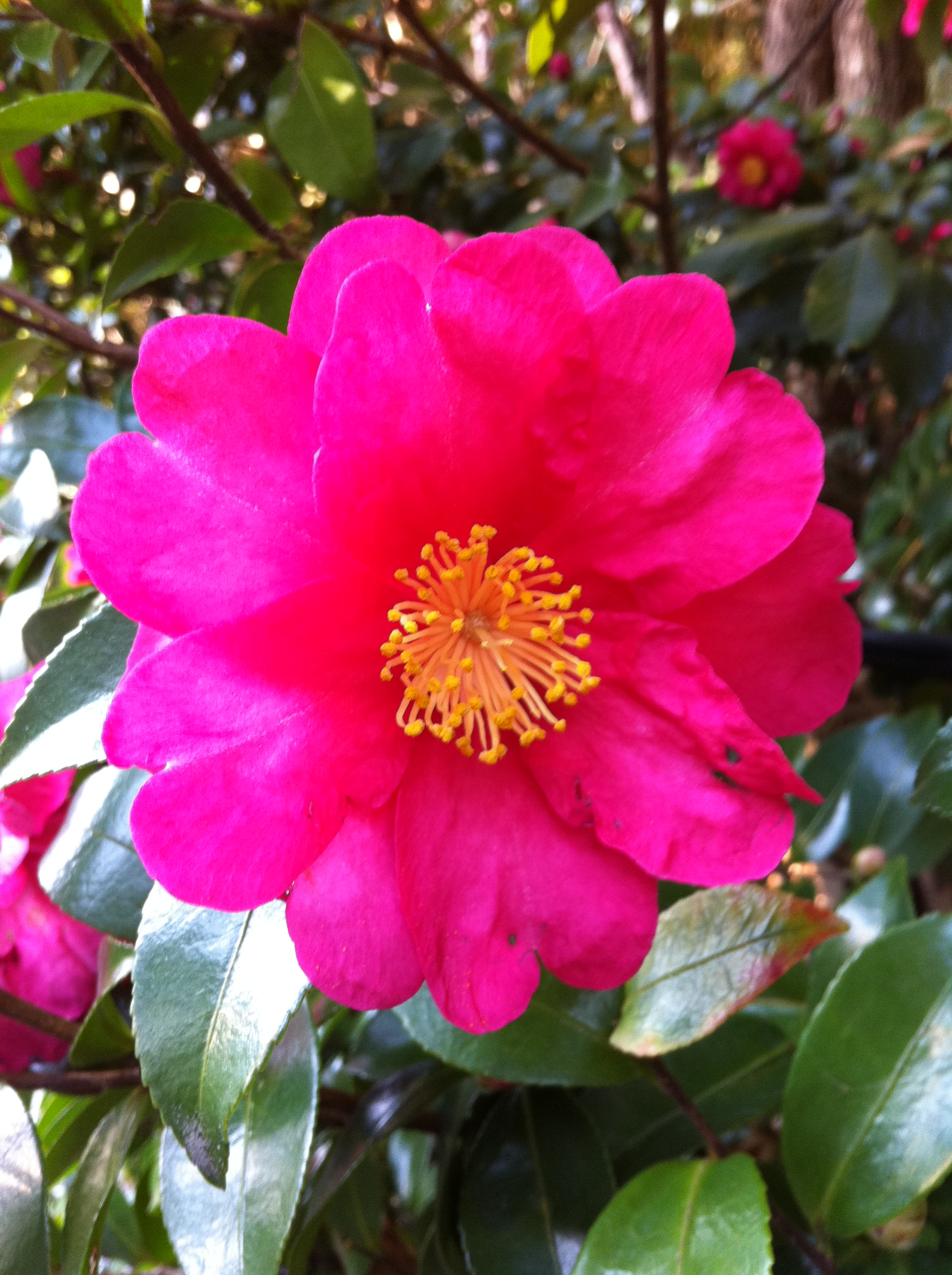
花
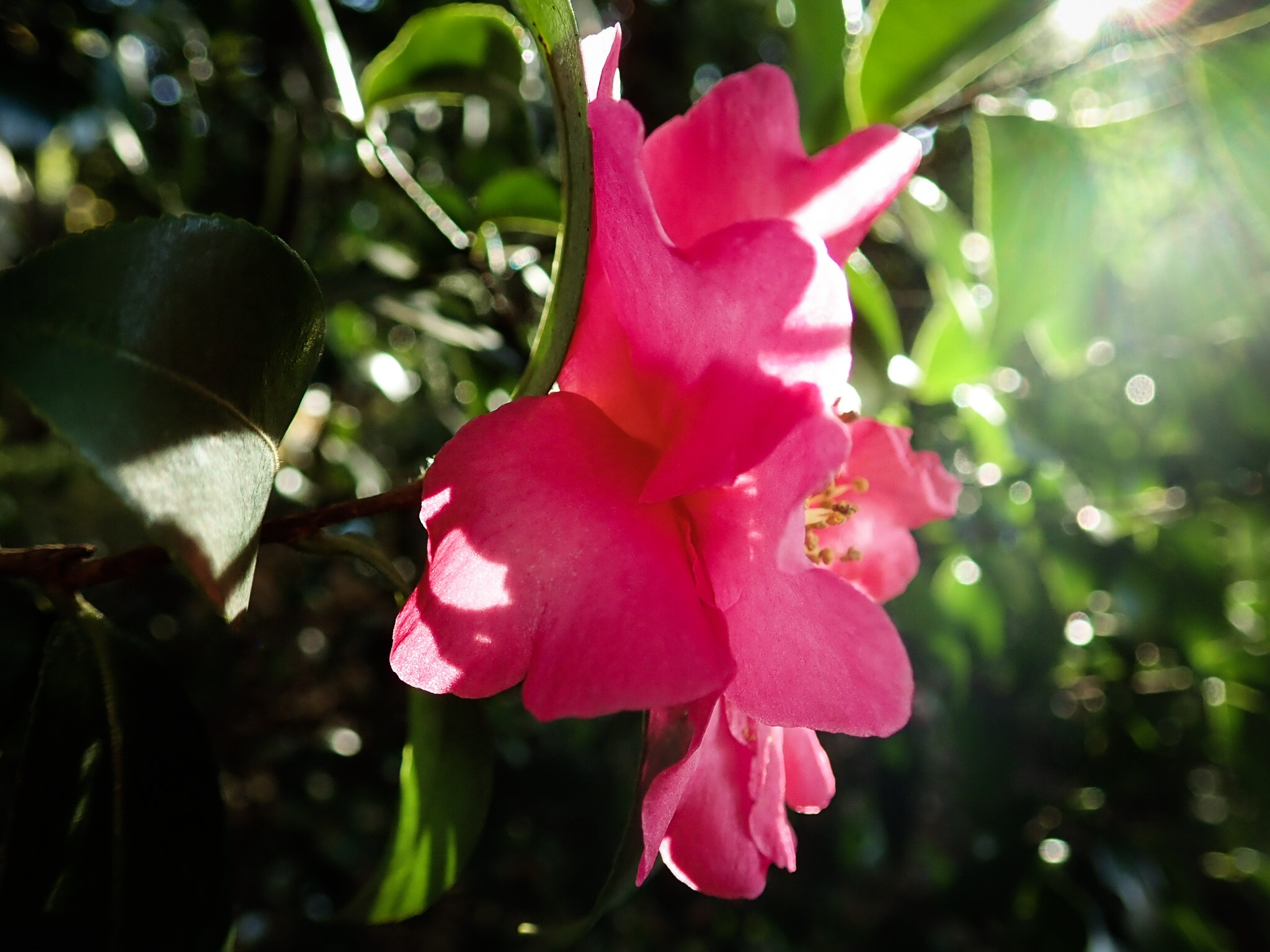
花（横から見た図）
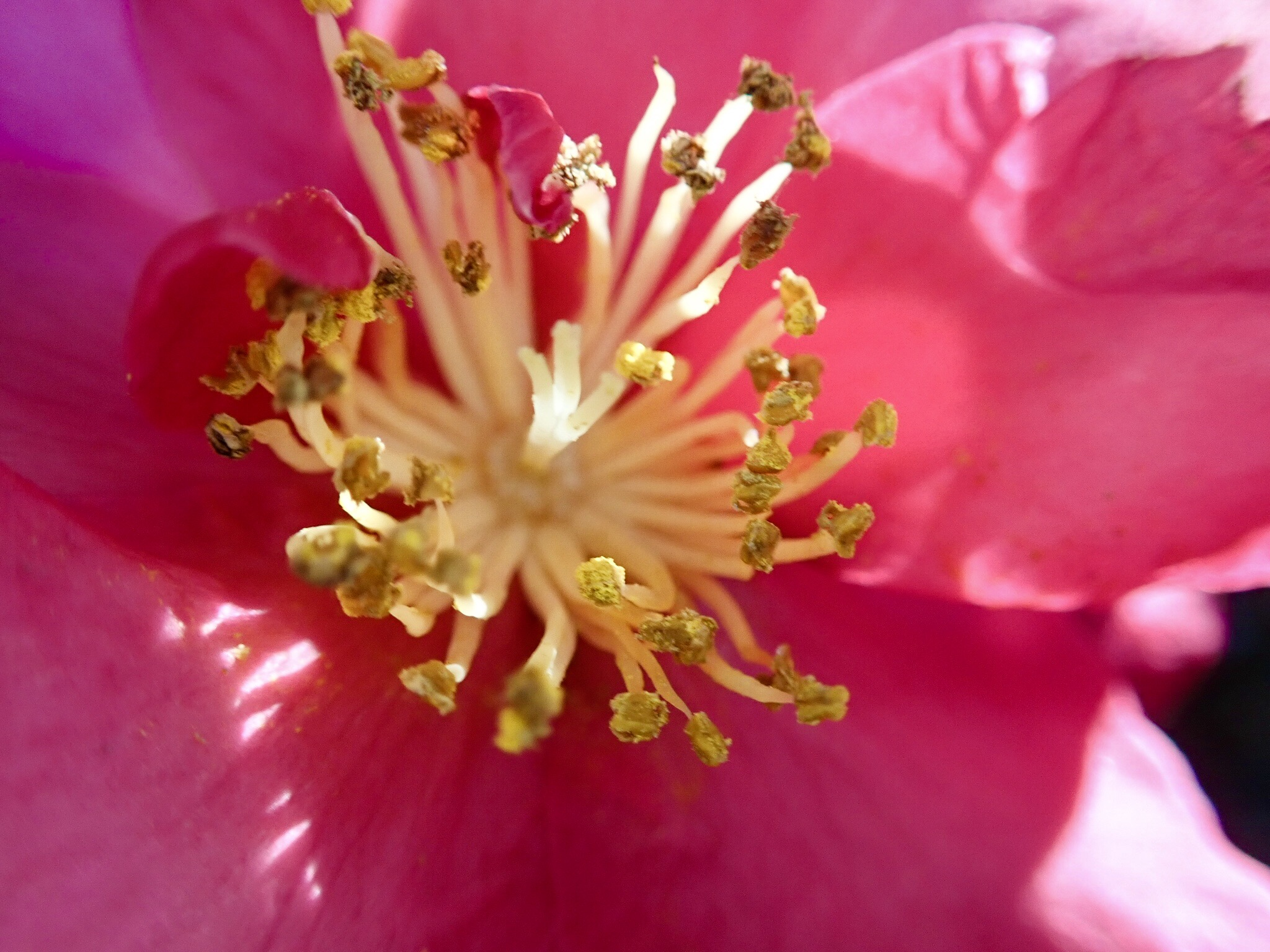
花蕊
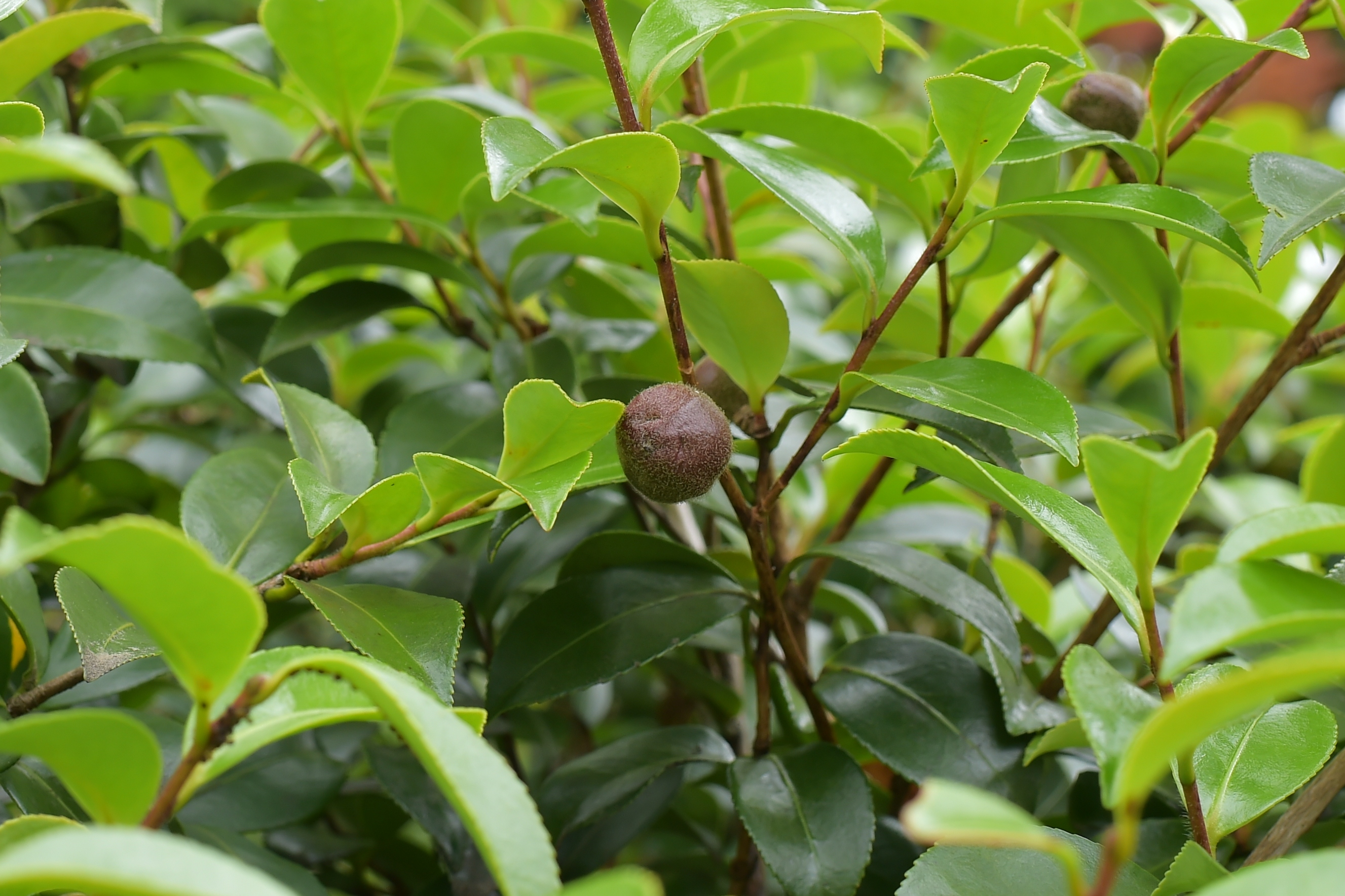
果実には産毛が生えている
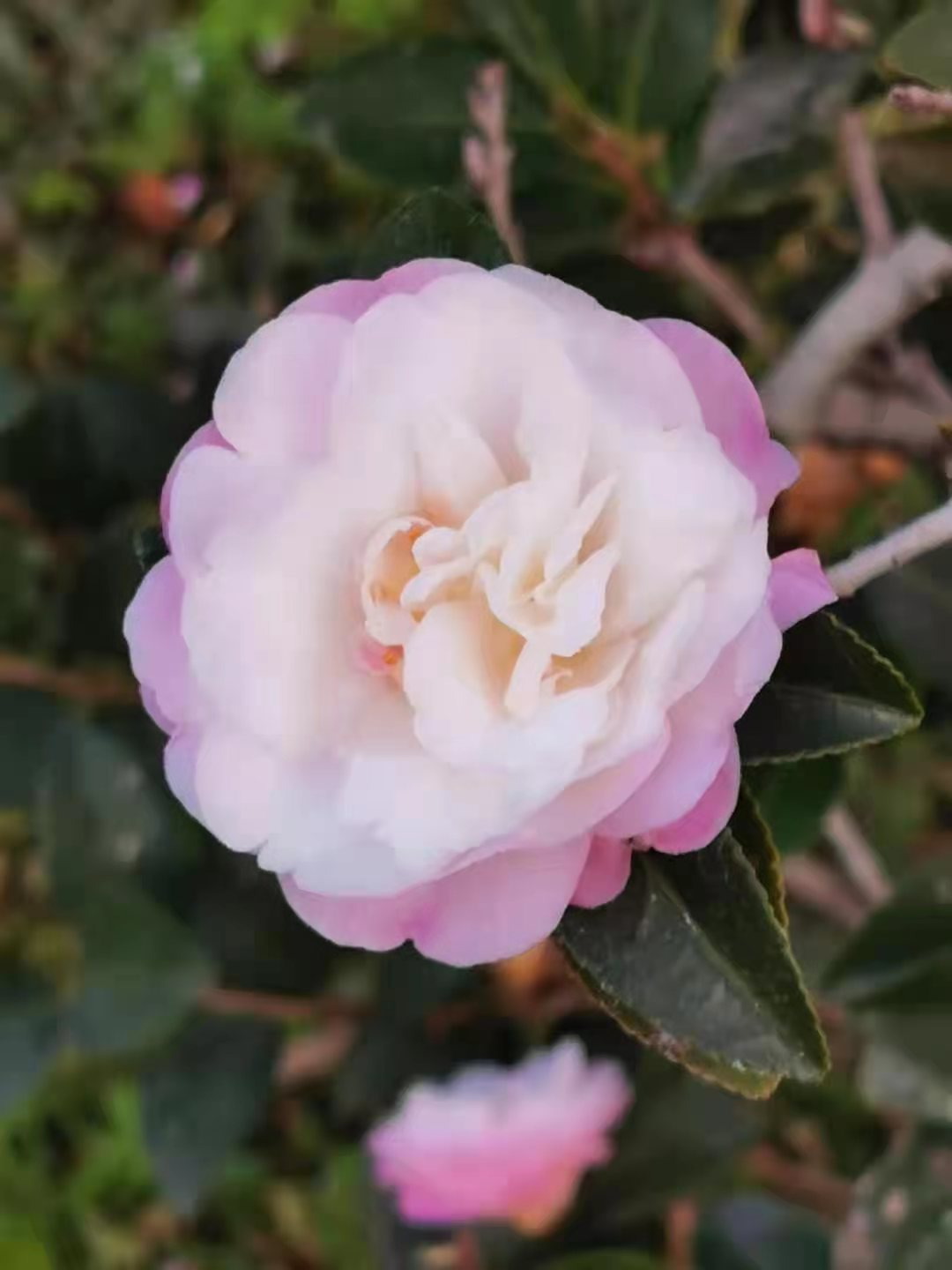
栽培品種 '昭和之光'

サザンカ、ツバキ、チャノキなどのツバキ科の葉を食べるチャドクガが知られている。この毒蛾の卵塊、幼虫、繭、成虫には毒針毛があり、触れると皮膚炎を発生させる。また、直接触れなくても、木の下を通ったり風下にいるだけでも毒針毛に触れ、被害にあうことがある。

## 分布
自生種は、日本の本州山口県、四国南西部から九州中南部、南西諸島（屋久島から西表島）などに、日本国外では台湾、中国、インドネシアなどに分布する。山地に自生するほか、人手によって植栽されて庭でもよく見られる。
なお、ツバキ科の植物は熱帯から亜熱帯に自生しており、ツバキ、サザンカ、チャは温帯に適応した珍しい種であり、日本は自生地としては北限である。

## 人間との関わり

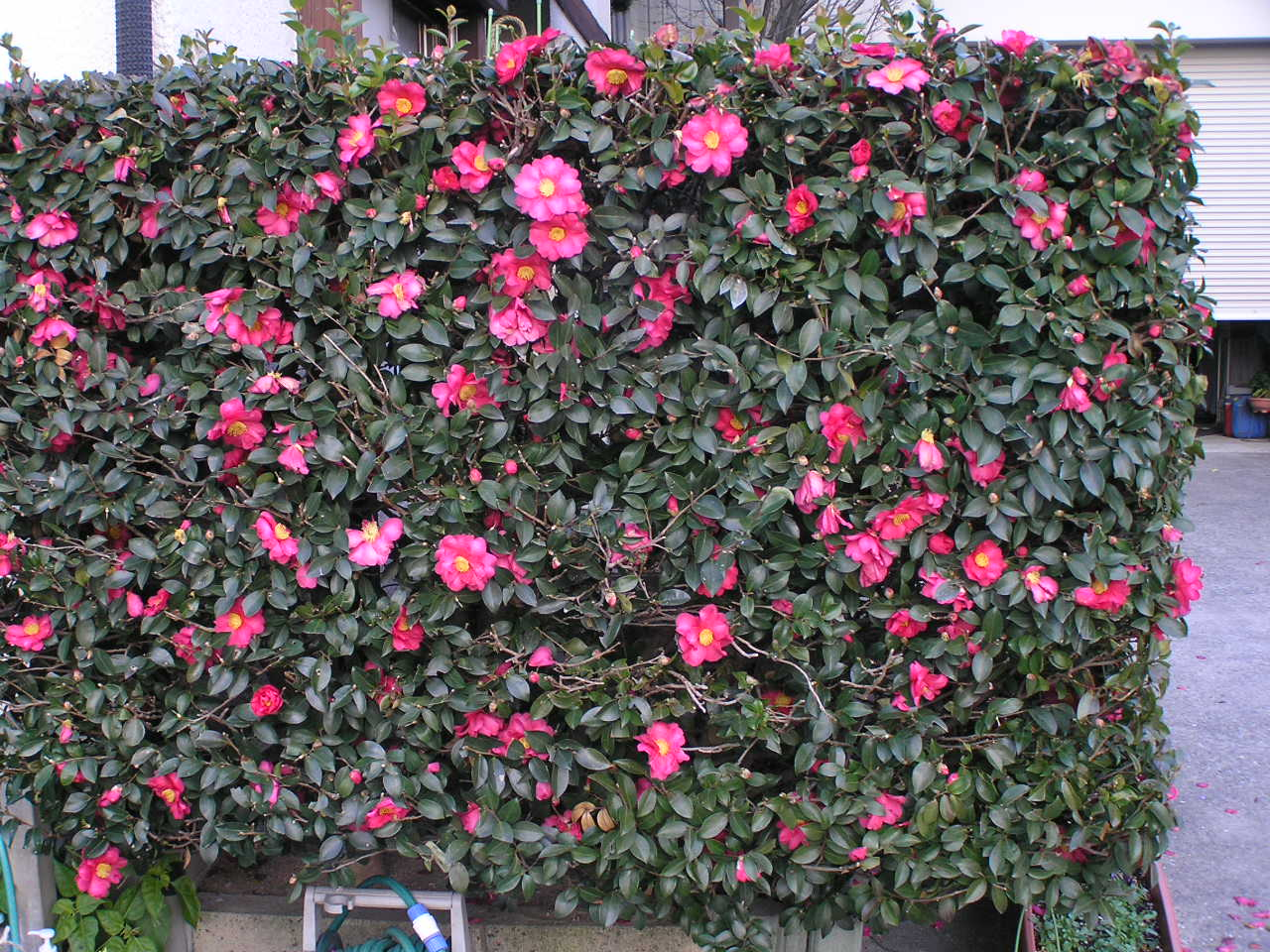
サザンカ（西脇市）

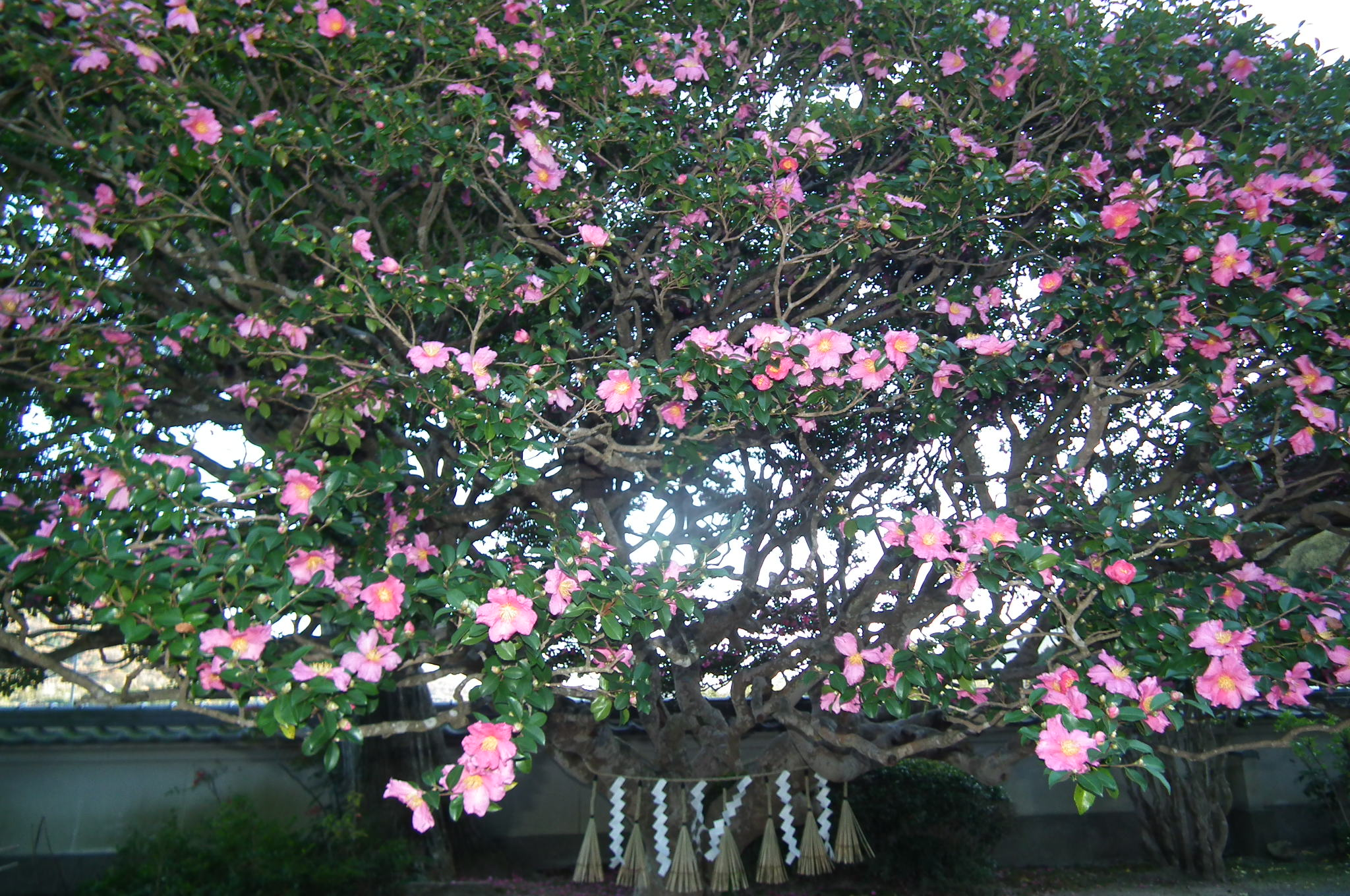
樹齢350年のサザンカの大木（西方寺）

ツバキと共に、代表的な冬から早春の花木で、庭木として人気が高く園芸種も多数あり、生垣によく利用される。サザンカもツバキも、ヨーロッパ、イギリス、アメリカで愛好され、多くの園芸品種が作出され、現在も多くの品種が作り出されている。ちなみに多くの言語でもサザンカと呼ばれている。種子は大きく、油が採れる。材木としては主に細工物に利用する。花言葉は「愛嬌、永遠の愛、ひたむきな愛」。

### 栽培品種
サザンカには多くの栽培品種（園芸品種）があり、花の時期や花形などで3つの群に分けるのが一般的である。サザンカ群以外はツバキとの交雑である。
- サザンカ群
  - サザンカ Camellia sasanqua Thunb.
- カンツバキ群
  - カンツバキ（寒椿） Camellia sasanqua Thunb. 'Shishigashira'（シノニム C. x hiemalis Nakai、C. sasanqua Thunb. var. fujikoana Makino） - サザンカとツバキ C. japonica との種間交雑園芸品種群である。
- ハルサザンカ群
  - ハルサザンカ Camellia x vernalis (Makino) Makino

### サザンカを題材にした楽曲
- SEKAI NO OWARI「サザンカ」（作詞:Fukase・Saori、作曲:Nakajin・Fukase）
  - 2018年平昌オリンピック・平昌パラリンピック NHK放送テーマソング
- 童謡「たきび」（作詞:巽聖歌、作曲:渡辺茂）
  - 二番に山茶花がでてくる
- 大川栄策「さざんかの宿」（作詞:吉岡治、作曲:市川昭介、編曲:竹村次郎）
- 森進一「さざんか」（作詞:中山大三郎、作曲:猪俣公章、編曲:小杉仁三）
- 藤田絵美子「さよならさざんか」（作詞:宇山清太郎、作曲:平尾昌晃）
  - 必殺仕事人Vエンディング曲
- 北野都「さよならさざんか」（作詞:宇山清太郎、作曲:平尾昌晃）
  - 藤田絵美子の曲のカバー
- スクールガールズエンド「山茶花」（作詞・作曲：供養）

### サザンカが出てくる短歌
- 山茶花の樹相めでたし寒天にきらめく諸葉白き花ばな,窪田空穂,晴明の節

### 都道府県・市区町村等の木／花
- 宮城県：多賀城市、亘理郡亘理町
- 福島県：相馬市
- 埼玉県：川口市、桶川市
- 千葉県：銚子市、船橋市、印旛郡栄町、香取郡多古町
- 東京都：江東区、杉並区、清瀬市
- 神奈川県：横浜市、秦野市、南足柄市、中郡大磯町
- 静岡県：周智郡森町
- 愛知県：常滑市、西春日井郡豊山町、知多郡武豊町
- 京都府：久世郡久御山町、綴喜郡宇治田原町
- 兵庫県：神戸市、宝塚市、三木市（推奨花）、揖保郡太子町
- 奈良県：大和高田市、生駒郡斑鳩町、北葛城郡河合町
- 鳥取県：鳥取市
- 福岡県：福岡市、筑後市、田川郡糸田町
- 佐賀県：神埼郡吉野ヶ里町
- 長崎県：北松浦郡佐々町
- 大分県：大分市、日田市、速見郡日出町
- 宮崎県：都城市、児湯郡川南町
- 鹿児島県：曽於郡大崎町

行政区の木／花
- 愛知県：名古屋市港区
- 大阪府：大阪市西淀川区、住之江区

#### かつて指定していた自治体
- 茨城県：真壁郡真壁町
- 群馬県：多野郡吉井町、佐波郡東村
- 埼玉県：北埼玉郡南河原村
- 千葉県：香取郡大栄町、山武郡山武町、匝瑳郡野栄町
- 東京都：保谷市
- 新潟県：西蒲原郡分水町、西川町、岩船郡荒川町
- 富山県：婦負郡細入村
- 福井県：丹生郡朝日町
- 静岡県：榛原郡榛原町
- 愛知県：東加茂郡足助町
- 滋賀県：長浜市、愛知郡湖東町、東浅井郡虎姫町、伊香郡西浅井町
- 京都府：船井郡瑞穂町
- 兵庫県：美嚢郡吉川町、養父郡養父町
- 鳥取県：八頭郡船岡町、西伯郡中山町
- 島根県：邇摩郡仁摩町、那賀郡金城町
- 徳島県：海部郡海部町、三好郡三好町
- 香川県：大川郡大川町、綾歌郡飯山町
- 福岡県：嘉穂郡稲築町、浮羽郡田主丸町、山門郡瀬高町、大和町、築上郡大平村
- 佐賀県：神埼郡東脊振村、小城郡牛津町、杵島郡山内町
- 長崎県：北高来郡小長井町
- 熊本県：飽託郡飽田町、菊池郡泗水町、天草郡河浦町
- 大分県：大分郡挾間町、湯布院町
- 宮崎県：宮崎郡田野町、西諸県郡野尻町
- 鹿児島県：大口市、日置郡東市来町、吹上町、姶良郡姶良町、曽於郡松山町